# کرنووی
کرنووی (به چکی: Křenovy) یک منطقهٔ مسکونی در جمهوری چک است که در ناحیه دوماژلیتسه واقع شده‌است. کرنووی ۲٫۹۹ کیلومتر مربع مساحت و ۱۴۹ نفر جمعیت دارد و ۳۶۸ متر بالاتر از سطح دریا واقع شده‌است.